# Finardi (album)
Finardi è il sesto album di Eugenio Finardi, pubblicato nel 1981 per la casa discografica Cicogna di Antonio Casetta e registrato a Carimate negli Stone Castle Studios dello stesso discografico.

## Descrizione
Il disco nasce dopo il trasferimento da Milano a Carimate, dove Finardi lavorò nell'ambiente artistico che si era creato attorno agli Stone Castle Studios lasciando le tensioni che caratterizzavano l'ambiente metropolitano.
In particolare, al ritorno a Carimate da una sua permanenza a Londra nel 1981, Finardi lavora per realizzare un nuovo disco in inglese, ma il suo contratto passa dalla Cicogna alla Fonit Cetra che chiede di tornare a testi in italiano, lavoro fatto da Finardi in collaborazione con Valerio Negrini.
Il disco viene registrato tra novembre e dicembre del 1980, per poi essere lavorato al mixer da gennaio a febbraio del 1981. Nell'album si nota anche la collaborazione di Lucio Dalla, che suona il clarinetto nel brano Valeria come stai?.
La copertina del disco riporta Finardi con una chitarra Exile Custom trasparente, realizzata per il musicista da Roberto Milanesio della Glass Master.

## Tracce
1. Trappole – 3:29
2. MayDay – 5:34
3. Valeria come stai? – 3:20
4. Computer – 2:57
5. Patrizia – 2:52
6. Prima della guerra – 3:38
7. Piccola stupida – 2:41
8. F104 – 3:15
9. Oltre gli anelli di Saturno – 4:20
10. Le stelle stanno ad aspettare – 3:29

## Formazione
- Eugenio Finardi – voce, chitarra, percussioni
- John Gustafson – basso
- Ray Fenwick – chitarra acustica, chitarra sintetica, slide guitar, pedal steel guitar, chitarra ritmica
- Aldo Banfi – tastiera, sintetizzatore, vocoder
- Les Binks – batteria
- Mike Moran – pianoforte, sintetizzatore
- Gigi Tonet – programmazione
- Derek Austin – pianoforte, sintetizzatore
- Lucio Dalla – clarinetto